# PGC 1383698
LEDA/PGC 1383698 ist eine Galaxie im Sternbild Bärenhüter am Nordsternhimmel. Sie ist schätzungsweise 310 Millionen Lichtjahre von der Milchstraße entfernt und hat einen Durchmesser von etwa 45.000 Lichtjahren.
Im selben Himmelsareal befinden sich u. a. die Galaxien NGC 5531, NGC 5532, PGC 1383540, PGC 3091164.